# Manio Acilio Glabrione (console 67 a.C.)
Manio Acilio Glabrione (in latino Manius Acilius Glabrio; fl. 70 a.C.-67 a.C.) è stato un politico e generale romano.

## Biografia
Figlio di Manio Acilio Glabrione, fu pretore urbano nel 70 a.C., e quindi presiedé al processo di Gaio Licinio Verre . Console nel 67 a.C., ottenne il comando della Cilicia, assumendo la direzione della guerra contro Mitridate VI al posto di Lucio Licinio Lucullo.Sotto il suo comando mandò in rovina il controllo romano della regione perché svincolò i soldati di Lucullo dal suo comando e fu incapace di controllare l'esercito. Fu sostituito, in seguito alla Lex Manilia, da Gneo Pompeo.
Sempre nell'anno del suo consolato, insieme al collega Gaio Calpurnio Pisone, fece approvare una severa legge (Lex Acilia Calpurnia) contro la propaganda elettorale illegale.
Non sono noti altri fatti della sua biografia, tranne che si dichiarò in favore della pena di morte per gli artefici della cospirazione di Catilina.